# Valle di San Bernardino
La valle di San Bernardino è una valle localizzata nella California meridionale. Si trova alla base sud dei Transverse Ranges. Confina a nord con la parte orientale delle San Gabriel Mountains e le San Bernardino Mountains; a est dalle San Jacinto Mountains; e a sud dalle Temescal Mountains e Santa Ana Mountains; e ad ovest dalla Pomona Valley. L'altitudine varia da 180 metri (590 piedi) sui fondovalle vicino a Chino, dove aumenta gradualmente fino a circa 420 metri (1,380 piedi) vicino a San Bernardino e Redlands. Il fondovalle ospita all'incirca l'80% degli oltre 4 milioni della popolazione umana nella regione dell'Inland Empire.